# Jorge Perry
Jorge Perry, född 1908, död 29 december 1946, var en friidrottare från Colombia. Han deltog vid olympiska sommarspelen 1932 och olympiska sommarspelen 1936.